# Stanley Dickens
Pour les articles homonymes, voir Dickens.
Stanley Dickens est un pilote automobile suédois né le 7 mai 1952. 

## Biographie
Dickens commence sa carrière dans les années 1970 en Formule Ford. Puis il passe à la Formule 3 avec quelques apparitions remarquées. Il termine troisième du championnat nordique en 1979, puis remporte une victoire au classement général du championnat d'Europe en 1981.
Dickens fait ses débuts au Japon en 1982. Avec Eje Elgh, il pilote une Dome Group C. Il termine deuxième des 1 000 kilomètres de Fuji en 1986. Cela le conduit à un contrat avec Toyota.  Dickens se retrouve en 1985 dans l'équipe allemande Gebhardt avec Frank Jelinski avec lequel il obtient un podium lors de la première course et en 1986 a vu plusieurs victoires dans le championnat du monde des voitures de sport.
Il s'est imposé aux 1 000 kilomètres de Suzuka en 1988 et 1989, et a remporté l'épreuve des 500 miles organisée sur le circuit de Fuji en 1988.
Il a remporté les 24 Heures du Mans 1989 avec Jochen Mass et Manuel Reuter sur Sauber C9-Mercedes, et a été champion du Japon de Sport-Prototypes en 1988 — également vainqueur cette année-là en Fuji Long Distance Series catégorie LD-1 avec Hideki Okada — et 1989.